# خور عبد الله

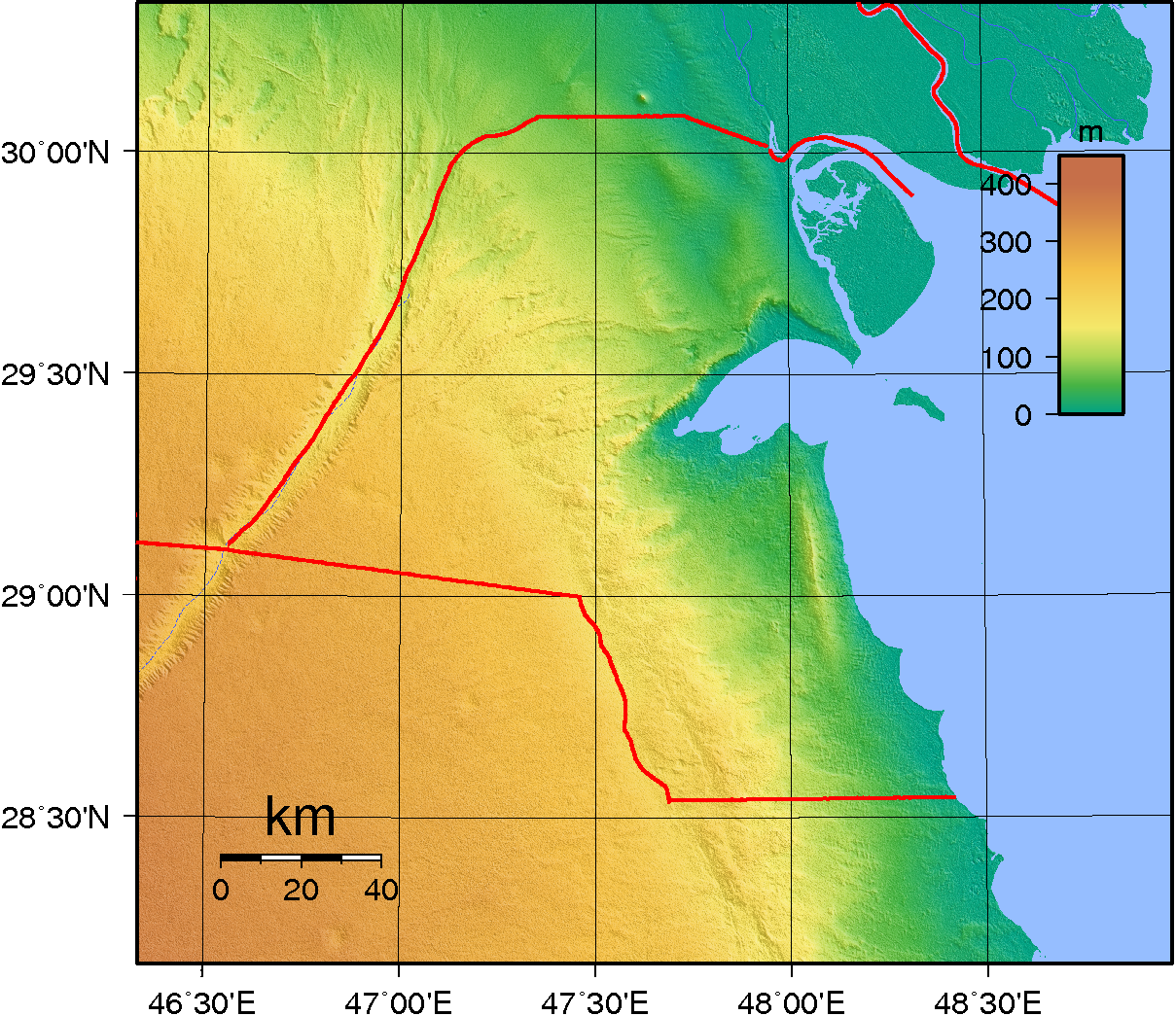
خور عبد الله يتوسط جزيرة بوبيان وشبه جزيرة الفاو

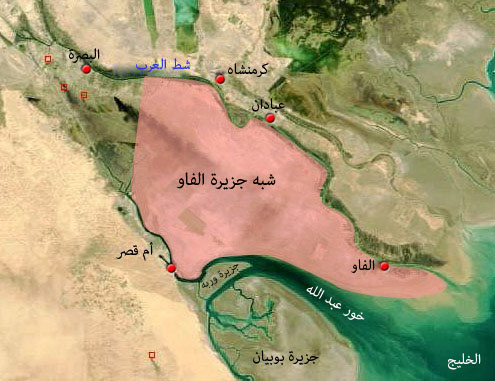
شبه جزيرة الفاو العراقية ويظهر خور عبد الله الذي يفصلها عن جزيرة بوبيان الكويتية

خور عبد الله هو خور يقع في شمال الخليج العربي ما بين جزيرتي بوبيان ووربة الكويتيتين وشبه جزيرة الفاو العراقية ويمتد خور عبد الله إلى داخل الأراضي العراقية مشكلاً خور الزبير الذي يقع به ميناء أم قصر العراقي، قامت الحكومة العراقية سنة 2010 بوضع حجر الأساس لبناء ميناء الفاو الكبير على الجانب العراقي.

## الحدود الدولية
وفقاً لقرار مجلس الأمن رقم 833 سنة 1993 فإن خور عبد الله مقسوم بين جمهورية العراق ودولة الكويت وحدود الخور بينهما هي خط الوسط ويكون الخور منفذاً بحرياً ممكناً للدولتين إلى مختلف أنحاء إقليم كل منهما، والملاحة البحرية متاحة لهما.